# Famille Thaon de Revel
 (juillet 2025).
Si vous disposez d'ouvrages ou d'articles de référence ou si vous connaissez des sites web de qualité traitant du thème abordé ici, merci de compléter l'article en donnant les références utiles à sa vérifiabilité et en les liant à la section « Notes et références ».
Pour les articles homonymes, voir Thaon (homonymie) et Revel.
La famille Thaon de Revel est une ancienne famille originaire de Lantosque, elle y est attestée depuis 1454. Elle entre dans l'histoire du comté de Nice avec Pierre Thaon, médecin du duc de Savoie.

## Origines

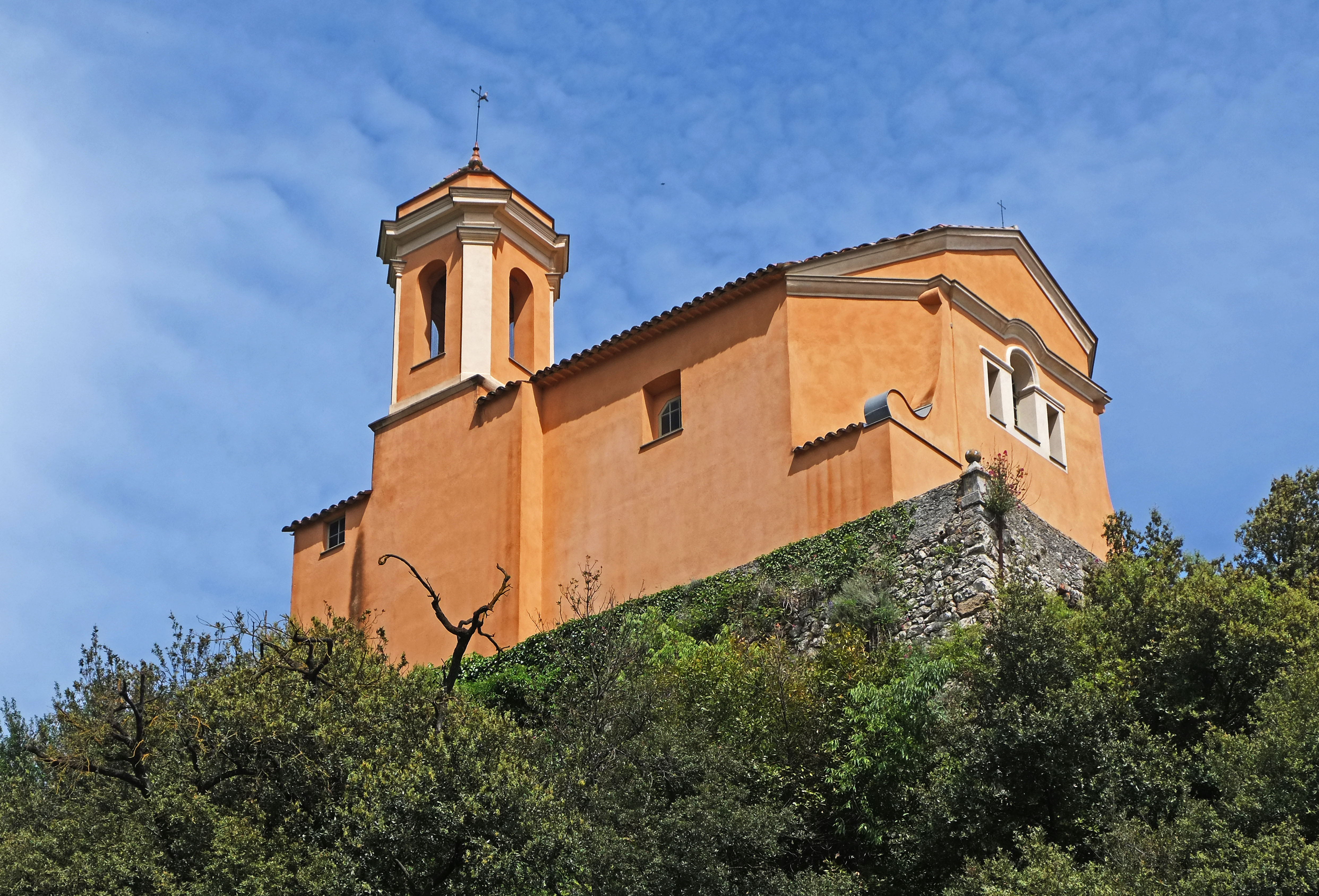
La chapelle du château de Saint-André de la Roche

Les Thaon entrent dans l'histoire de Saint-André par le mariage, dans les premières années du XVIIe siècle, de Pierre Thaon, médecin du duc de Savoie, avec Camilla Michelotti, héritière du fief de Saint-André. Il en devient le seigneur en 1611, jusqu'à sa mort en 1635. 
Son fils aîné, le futur marquis, Charles-Antoine qui avait épousé en 1634 Lucrèce Galléan, lui succède. Charles-Antoine laisse deux fils. Mais l'aîné, Charles-Antoine, n'a que deux filles et c'est la branche issue du cadet, Pierre-Antoine qui maintient le nom.
Ce Pierre-Antoine, qui avait épousé Constance Chabaud, conclut en 1685 avec le sénateur Peyrani, dont la fille a hérité du fief de Tourrette, une transaction qui assure aux Thaon la possession d'un quartier de Tourrette, le lieu-dit Revel. En 1687, le duc de Savoie érige en comtés les deux fiefs de Saint-André et de Revel, de telle sorte que Pierre-Antoine devient Gaspard, comté de Revel. À cette époque, les Thaon ont construit le joli Château de Saint-André (Alpes-Maritimes) sur une terrasse qui domine le Paillon et dont on admire encore aujourd'hui les beaux plafonds peints.

## Armoiries

Armoiries de la famille Thaon de Revel.

Les armes de la famille se blasonnent ainsi D'azur au bouc d'or, issant d'une mer d¹argent flottée de sinople, regardant une étoile d'or posée dans le canton dextre et tenant dans sa bouche un serpent de sable écaillé d¹argent tortillant en pal.

## Personnalités de la famille

### Pierre Thaon
En 1606, Pierre Thaon, fils de Philippe Thaon (mort en 1635), épouse Camilla Michelotti (née v. 1580), fille de Melchiorre Michelotti (né v. 1547) et de Brigitte Doria. Elle a été l'héritière du fief de Revel, constitué d'une partie du quartier de Tourettes, à Tourrette-Levens (où subsiste le château de Revel) près de Nice, et de Saint-André, à Saint-André-de-la-Roche.
Pierre Thaon a été marié avec Camille Michelotti, fille de Melchiorre Michelotti, seigneur de Revel avec Saint-André, et de Brigitte Doria. Son fils, Charles Antoine Thaon (5 octobre 1611 - 12 mars 1643) qui a hérité de sa mère son fief de Revel et de Saint-André le 13 mai 1628.

### Ludovic Thaon
Ludovic Thaon, né en 1587. Juriconsulte, avocat au Parlement de Toulouse. Il a publié en 1616 un livre sur les tremblements de terre dans lequel il cite celui ressenti à Lantosque et dans toute la vallée de la Vésublie le 20 juillet 1564.

### Charles Antoine Thaon
Charles Antoine Thaon, marié à Louise de Galléan, a eu un fils, Pierre Antoine Thaon (14 février 1639 - 19 février 1711), qui a acquis, en 1685, de la famille Peyrani le reste du quartier de Tourettes appelé Revel. Le fief est érigé en comté 10 octobre 1687.

### Pierre Antoine Thaon de Revel
Pierre Antoine Thaon de Revel a épousé Cassandre Chabaud (it: Cassera Chibaudi), (fille d'Henri de Chabaud, seigneur de Tourrette et de Revel, et sœur d'Honoré IV de Chabaud, baron de Carnet, seigneur de Belleplaine et Scortinal, comte de Tourrette et Revel). Il a eu un fils Gaspard Thaon de Revel, capitaine dans l'armée du duc de Savoie.

### Charles-François Thaon de Revel, marquis de Revel et de Saint-André, lieutenant-général du royaume de Sardaigne

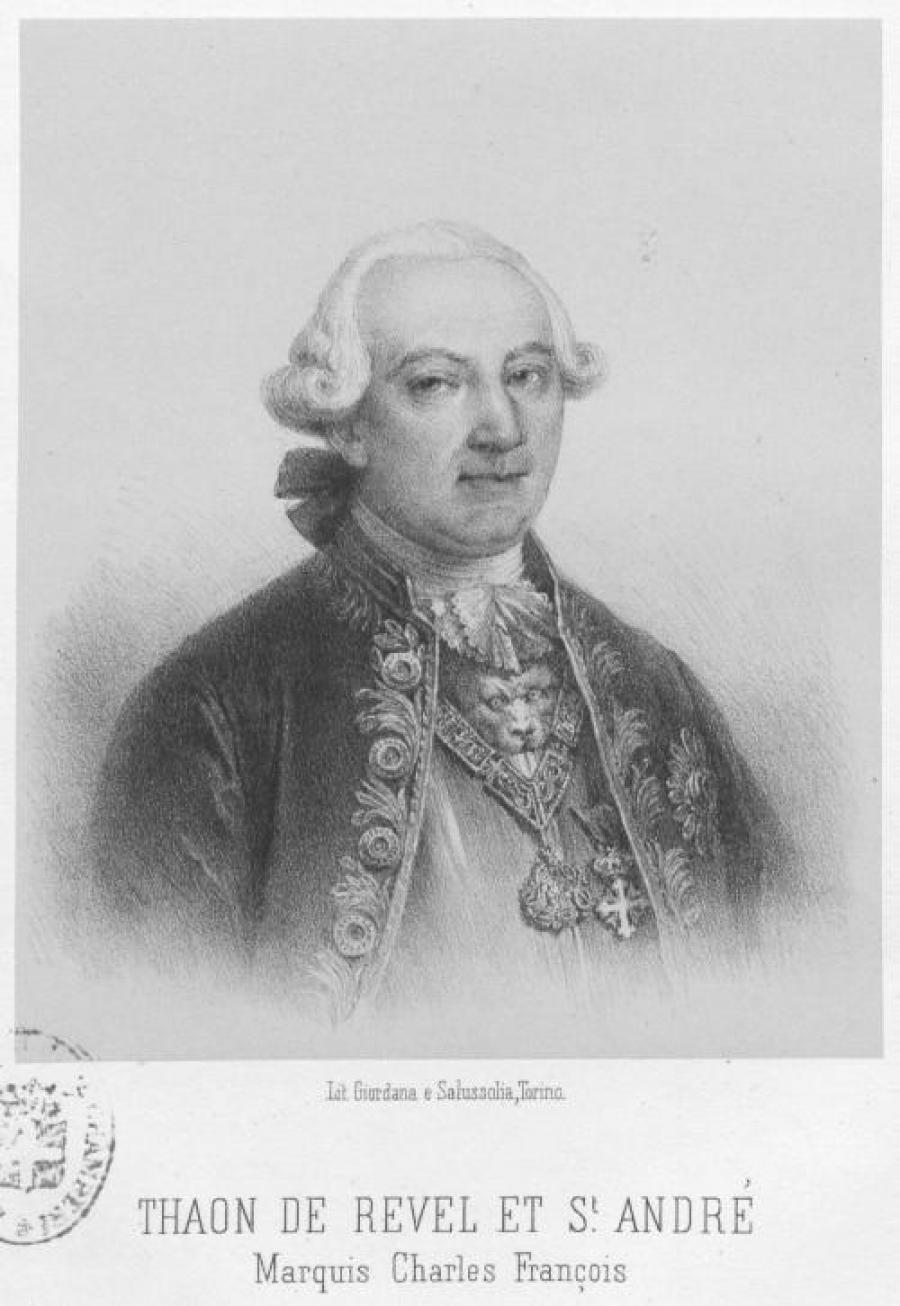
Charles-François Thaon de Revel marquis de Revel et de st André (1725-1807), Lieutenant-général

- Charles-François Thaon de Revel (1725-1807), fils de Joseph Horace Thaon de Revel et de Marie-Thérèse Cortina de san Martino, fille de Jean Philippe Antoine Cortina de San Martino, 4e comte d'Èze. Il épouse, en 1755, Madeleine Galléan d'Ascros, décédée en 1774. La famille reste fidèle aux rois de Sardaigne, ducs de Savoie, et prend, en Italie, le nom de Thaon di Revel. De cette union sont nés plusieurs enfants qui réaliseront de brillantes carrières militaires ou diplomatiques en Italie :
  - Joseph-Alexandre Thaon di Revel (Nice 1756 - Turin 1820)
    - Carlo Thaon Conte di Sant'Andrea Marchese Thaon di Revel (Nice 31 juillet 1789 - Turin 2 juin 1849)
      - Emanuele Thaon Conte di Sant'Andrea Marchese Thaon di Revel (Turin 1er août 1819 Turin 9 mars 1901)
        - Carlo Cesare Thaon (Turin 31 décembre 1867 - Turin 13 avril 1874) sans descendance

      - Cesare Thaon (Turin 13 juillet 1824 - Turin 4 novembre 1899)

    - Ignazio Thaon (mort à Turin le 23 mars 1843)

  - Ignace ou Ignazio Thaon di Revel (it)(Nice 10 mai 1760 - Turin 26 janvier 1835), marié en 1797 à Sabine Spitalieri (Nice 1780 - Turin 25 mai 1858), de la famille des comtes de Cessole. Il reprend le titre de comte de Pralungo en 1814 par héritage de sa cousine Anne-Thérèse Provana.
    - Federico Thaon (Turin 1800 - Turin 11 février 1824)
    - Lionello Thaon, Conte di Pralungo (Turin 1802 - Turin 21 septembre 1843)
    - Ottavio Thaon di Revel (1803 - 1868)[4]
      - Ignazio Thaon di Revel (Turin 21 novembre 1839 - 29 novembre 1907)
        - Ottavio Thaon Conte di Sant'Andrea e di Pralungo Marchese Thaon di Revel (Turin 6 janvier 1868 - Turin 15 mai 1943)
          - Ignazio Thaon (Turin 2 août 1899 - Turin 14 décembre 1901)
          - Carlo Francesco Thaon Conte di Sant'Andrea e di Pralungo Marchese Thaon di Revel (Turin 1906 - Turin 3 mai 1973)
            - Maurizio Thaon Conte di Sant'Andrea e di Pralungo Marchese Thaon di Revel (né à Turin 26 février 1933)

      - Adriano Thaon di Revel (né en 1853)
      - Vittorio Thaon di Revel (Turin 2 mars 1854 3 août 1930)
        - Paolo Ignazio Maria Thaon di Revel (it) e S.Andrea (2 mai 1888 – 1er juin 1973)
        - Ignazio Thaon (Turin 3 octobre 1893 - 31 mai 1965)

      - Paolo Emilio Thaon di Revel (10 juin 1859 — 24 mars 1948)

    - Marziano Thaon (Turin 7 mars 1807 - Turin 19 août 1884)
    - Carlo Thaon (Turin 27 octobre 1811 - Turin 19 août 1884)
    - Adriano Thaon di Revel (Turin 1813 - Turin 31 juillet 1854)
    - Genova Giovanni Thaon di Revel e S.Andrea (Gênes 21 novembre 1817 - 3 septembre 1910)